# ابرویی لرستانی
ابرویی لرستانی (نام علمی: Ophrys schulzei) نام یک گونه از سرده ابرویی است.